# 2011
Il 2011 (MMXI in numeri romani) è un anno  del XXI secolo.

## Eventi

### Gennaio
- 1º gennaio
  - l'Ungheria assume la presidenza di turno dell'Unione europea.
  - Tallinn e Turku sono capitali europee della cultura, nominate dall'Unione europea.
  - L'Estonia adotta l'euro come moneta corrente.
  - In Irlanda divengono legali le unioni civili.
  - Dilma Rousseff viene proclamata presidente del Brasile, prima donna a ricoprire tale incarico.
  - Obbligo di installare l'ESP sulle vetture immatricolate nell'Unione europea[1].
  - Un attentato terroristico uccide 21 persone davanti alla Chiesa dei Santi ad Alessandria d'Egitto, poco dopo la messa di Mezzanotte. L'attentato ha gravi conseguenze, perché fa esplodere la rabbia dei cristiani, che si scontrano con i musulmani nelle vie adiacenti alla chiesa.
- 3 gennaio – a seguito dell'aumento dei prezzi del pane e dei generi alimentari, inizia la protesta in Algeria. Violenti scontri ad Algeri tra cittadini e forze di polizia che causeranno tre morti.
- 8 gennaio – a Tucson, in Arizona, avviene una strage al comizio democratico della deputata dem Gabrielle Giffords. La politica viene ferita gravemente ed uscirà dall'ospedale solamente settimane dopo.
- 9 gennaio – in Sudan del Sud si svolge il referendum per l'indipendenza, con la quasi unanimità dei consensi. Il successivo 9 luglio nascerà il nuovo Stato.
- 11 gennaio – allagamenti e frane nello Stato di Rio de Janeiro uccidono più di 800 persone.
- 14 gennaio – in Tunisia, dopo violente proteste per i diritti civili e contro l'aumento dei prezzi dei generi alimentari, cade la dittatura di Ben Ali.
- 23 gennaio – in molte città del Belgio a causa della grave crisi politica che affligge il paese ormai da mesi migliaia di persone manifestano contro la politica e l'amministrazione.
- 24 gennaio – un attentato all'Aeroporto di Mosca-Domodedovo uccide 36 persone e ne ferisce più di 100.
- 25 gennaio – in Egitto, a causa anche della caduta del regime tunisino, iniziano delle sommosse popolari contro il regime trentennale del Presidente Hosni Mubarak.
- 26 gennaio – a Davos si svolge l'annuale Forum Economico Mondiale.

### Febbraio
- 3 febbraio – la ICANN ha assegnato gli ultimi blocchi di indirizzi IP.
- 6 febbraio – 11 febbraio: a Dakar, in Senegal, si tiene il World Social Forum.
- 11 febbraio – si dimette dopo 30 anni di governo il presidente egiziano Hosni Mubarak.
- 22 febbraio – un terremoto di magnitudo 6,3 della scala Richter colpisce la città di Christchurch in Nuova Zelanda provocando oltre 160 morti e 200 dispersi.
- 24 febbraio – il leader della Libia, Mu'ammar Gheddafi, risponde al sollevamento del popolo inviando l'esercito che spara sulla folla. Si contano almeno 6.000 morti nella sola Tripoli, mentre a Zuara (occupata dai ribelli) la stima della stampa libica è di 23 morti e decine di feriti.
- 27 febbraio – nasce a Bengasi il Consiglio Nazionale Libico che si contrappone al regime di Mu'ammar Gheddafi. Con tutti i voti favorevoli, inoltre, l'ONU ha approvato una serie di sanzioni verso lo stato magrebino.

### Marzo
- 11 marzo – un terremoto con epicentro in mare, di magnitudo 9,0 della scala Richter (tra i dieci più forti della storia della sismografia), colpisce la regione di Tōhoku in Giappone. Il terremoto e le onde anomale conseguenti causano circa 11.000 morti accertati e oltre 17.000 dispersi; gli tsunami hanno interessato anche tutto il resto del bacino del Pacifico, causando un'altra vittima negli USA. Inoltre, a causa del maremoto, segue un terribile incidente alla centrale nucleare di Fukushima, che provoca la fuoriuscita di materiale radioattivo.
- 15 marzo – inizio della guerra civile siriana
- 17 marzo
  - Ricorre il 150º anniversario dell'Unità d'Italia.
  - Il Consiglio di sicurezza dell'ONU approva, con l'astensione di Russia e Cina e senza alcun voto contrario, l'imposizione di una no-fly zone sulla Libia, oltre ad ulteriori sanzioni economiche.
- 19 marzo – iniziano i bombardamenti della Comunità Internazionale contro il regime libico.
- 24 marzo – un terremoto di magnitudo 6,8 della scala Richter colpisce la Birmania nei pressi della città di Chiang Rai causando oltre 150 morti.
- 31 marzo – l'isola di Mayotte passa dallo status di Collettività d'oltremare a Dipartimento d'oltremare. Diviene così a tutti gli effetti parte integrante dell'Unione europea.

### Aprile
- 11 aprile – l'ex presidente ivoriano Laurent Gbagbo viene arrestato nella sua residenza ad Abidjan e consegnato alle forze di opposizione del nuovo presidente Alassane Ouattara.
- 17 aprile: elezioni parlamentari in Finlandia.
- 19 aprile - Raul Castro subentra al fratello Fidel come primo segretario del Partito Comunista di Cuba.
- 27 aprile – nel sud degli Stati Uniti, negli Stati dell'Alabama e del Missouri, una serie di tornado uccidono più di 300 persone e tolgono l'elettricità a migliaia di cittadini. Ci sono state vittime anche negli stati confinanti.
- 28 aprile – in Marocco, nella città di Marrakech esplode una bomba in un caffè della piazza centrale. 17 le vittime, di cui 2 marocchini e 15 stranieri.

### Maggio
- 1º maggio – Papa Giovanni Paolo II viene proclamato Beato.
- 2 maggio
  - Osama bin Laden, emiro di Al-Qaida ed organizzatore degli attentati dell'11 settembre 2001, viene ucciso ad Abbottabad, in Pakistan, dai Navy SEALs americani.
  - elezioni federali in Canada.
- 11 maggio – due scosse di terremoto di magnitudo 4,4 e 5,2 Richter hanno colpito la città di Lorca (Spagna) provocando 8 morti e ingenti danni al patrimonio storico-culturale della città.
- 14 maggio – l'Azerbaigian vince l'Eurovision Song Contest, ospitato a Düsseldorf, in Germania. Raphael Gualazzi segna il ritorno dell'Italia nella competizione dopo 14 anni di assenza, classificandosi secondo.
- 15 maggio – iniziano una serie di eventi di proteste in Spagna.
- 16 maggio – parte l'ultima missione dello Space Shuttle Endeavour STS-134.
- 22 maggio – Stati Uniti: un tornado classificato EF5 devasta la città di Joplin, in Missouri, causando oltre 150 morti e più di 1 000 feriti, e lasciandosi dietro 2,8 miliardi di dollari di danni, diventando il tornado più costoso della storia degli Stati Uniti.
- 26 maggio – viene arrestato dopo quasi 16 anni di latitanza il generale serbo Ratko Mladić, ex leader dei Serbi di Bosnia imputato per crimini di guerra e contro l'umanità.
- 28 maggio – Malta: a seguito di un referendum viene introdotto il divorzio. Nel momento in cui si svolse la consultazione, Malta era l'unico paese al mondo – insieme alle Filippine e alla Città del Vaticano - in cui il divorzio non era permesso.[2]
- All'Università di Harvard (nel Massachusetts) si laurea Tiffany Smalley, una nativa americana della tribù wopanaaki. L'unico precedente (quello di Caleb Cheeshahteaumauk) risaliva al 1665.

### Giugno
- 4 giugno – il vulcano Puyehue, in Cile, si risveglia dopo cinquant'anni di quiescenza con un'eruzione violenta e spettacolare, causando danni ai collegamenti aerei tra Sudamerica, Nuova Zelanda e Australia e costringendo all'evacuazione di oltre 3.000 persone.
- 20 giugno – il Volo RusAir 243, un Tupolev Tu-134, precipita nella regione russa della Carelia: 44 morti e 8 superstiti.
- 21 giugno – Ban Ki-Moon rimane alla guida dell'ONU per il secondo mandato consecutivo. L'incarico affidato si protrae per un periodo di 5 anni.

### Luglio
- 1º luglio – la Polonia assume la presidenza di turno dell'Unione europea.
- 2 luglio – Principato di Monaco: il Principe Alberto II di Monaco sposa Charlène Wittstock.
- 9 luglio – il Sudan del Sud ottiene l'indipendenza dopo un referendum svolto tra il 9 e il 15 gennaio.
- 10 luglio
  - Esce l'ultimo numero del giornale News of the World con scritto in prima pagina "Grazie e Addio" (Thank you and Goodbye).
  - La nave Bulgaria affonda durante una crociera lungo il fiume Volga, nella Russia europea, muoiono 122 persone, 79 vengono salvate.
- 16 luglio – la sonda della NASA Dawn entra in orbita attorno all'asteroide Vesta
- 22 luglio – un attentato terroristico, di matrice neonazista, colpisce il centro di Oslo, capitale della Norvegia, con un ordigno esplosivo e l'isola di Utøya con una sparatoria: i morti sono 77 in totale. Il responsabile del massacro è un norvegese di 32 anni, Anders Breivik.
- 23 luglio – viene trovata morta, nella sua casa a Londra, la cantante Amy Winehouse.
- 27 luglio – a Rinkaby comincia il 22º Jamboree mondiale dello scautismo.
- 28 luglio – Perù: Ollanta Humala diventa Presidente della repubblica.

### Agosto
- 6-10 agosto – si verificano dei disordini in Inghilterra che causeranno più di 1.000 arresti e 5 civili morti.
- 16-21 agosto – XXVI Giornata Mondiale della Gioventù a Madrid
- 20-29 agosto – inizia a formarsi l'Uragano Irene negli Stati Uniti.
- 22 agosto – Khamis Gheddafi assume il comando delle truppe fedeli al regime contro i rivoltosi.
- 23 agosto – un terremoto di 5,8 gradi della scala Richter colpisce la Virginia nei pressi della città di Mineral;

### Settembre
- 7 settembre – Nei pressi del fiume Volga avviene l'incidente aereo della Lokomotiv Jaroslavl', in cui muoiono tutti i giocatori della squadra di hockey su ghiaccio russa e tutto il resto dell'equipaggio. 45 in tutto i morti.
- 11 settembre – inaugurazione del National September 11 Memorial & Museum, memoriale in onore delle vittime degli attentati dell'11 settembre 2001, in occasione del decimo anniversario.
- 29 settembre – Dal Deserto del Gobi la Cina Popolare lancia il suo primo modulo spaziale, la navicella "Tiangong 1" ("Palazzo Celeste"): è il debutto dell'era "del Dragone" nello spazio.

### Ottobre
- 20 ottobre – Libia: dopo 8 mesi di guerra civile, viene ucciso Mu'ammar Gheddafi con il figlio Mutassim.
- 23 ottobre – Turchia: un terremoto di 7,3 della scala Richter provoca tra 500 e 1.000 morti nella Provincia di Van.
- 31 ottobre – la Terra raggiunge i sette miliardi di persone.

### Novembre
- 1º novembre – l'italiano Mario Draghi succede a Jean-Claude Trichet e diviene il terzo presidente della Banca centrale europea.
- 3 novembre – ricercatori francesi riescono ad invertire il processo di invecchiamento cellulare ottenendo da cellule di ultra novantenni staminali indistinguibili da quelle embrionali.
- 3-4 novembre – Francia: a Cannes si svolge il sesto G20 dei paesi industrializzati.
- 8 novembre – un asteroide passa a poco più di 300.000 km tra la Terra e la Luna.
- 14 novembre
  - Per la prima volta dalla sua fondazione (1945), la Lega araba sospende la Siria dalle attività dell'organizzazione. Il paese mediorientale ne fu uno dei fondatori. È il risultato per l'alto numero di vittime per le sommosse popolari in Siria del 2011 che dal 15 marzo al 28 novembre è salito secondo i Comitati a 4.646[3][4]. Al 13 dicembre l'Alto Commissariato delle Nazioni Unite per i Diritti Umani, Navi Pillay, ha dichiarato che i morti sono oltre 5.000[5].
  - AMD presenta la prima CPU a 16 core.
- 17 novembre – disertori dell'esercito siriano attaccano la sede del Partito Ba'th nella provincia di Idlib (che inizialmente doveva essere una base militare di Damasco), de-facto dando inizio alla guerra civile in Siria[6][7].
- 26 novembre – viene lanciato il rover Curiosity dal Kennedy Space Center, il più elaborato veicolo di esplorazione marziana costruito fino ad ora. Raggiungerà Marte il successivo 6 agosto 2012.
- 29 novembre – a Teheran un gruppo di manifestanti attacca l'ambasciata britannica.

### Dicembre
- 30 dicembre – a Samoa e Tokelau, a causa del passaggio dei due Stati a ovest della linea del cambiamento di data, il 30 dicembre 2011 viene abolito.
- 31 dicembre – termina la guerra in Iraq, come annunciato dal segretario generale della NATO Anders Fogh Rasmussen.

## Sport
- 10 gennaio: Lionel Messi vince il Pallone d'oro FIFA.
- 27 marzo: a Saint Petersburg (Florida) e Melbourne (Australia) iniziano i due massimi campionati automobilistici a ruote scoperte: lo IRL/USAC/AAA e la Formula 1. Per lo AAA/USAC/IRL sarà la 105ª stagione agonistica a 110 anni dal primo campionato vinto da Harry Harkness nel 1902. Per la Formula 1 sarà la 62ª stagione dal 1950 vinta da Nino Farina, la 66ª dalla nascita della Formula 1 (1946), la 92ª dal primo Grand Prix del 1906 vinto da Ferenc Szisz a 106 anni dalla nascita della Formula Grand Prix. Con l'inizio della stagione agonistica 2011 saranno 4 le annate da quando non si disputa più il Campionato Mondiale di Formula CART/Champ Car World Series a 33 anni dalla sua nascita nel 1979 vinto da Rick Mears, avendo chiuso nel gennaio 2008 il terzo campionato automobilistico per massime ruote scoperte esistente al mondo.
- 3 aprile: al Georgia Dome di Atlanta, in Georgia, ha luogo la 27ª edizione di WrestleMania: nel main event The Miz sconfigge John Cena, conservando il WWE Championship.
- 18 maggio: il Porto si aggiudica la UEFA Europa League 2010-2011 battendo i connazionali del Braga nella finale di Dublino.
- 28 maggio: il Barcellona batte 3-1 il Manchester United conquistando la sua quarta Champions League.
- 11 giugno – 12 giugno: con il modello R18 TDI l'Audi vince per la decima volta la 24 Ore di Le Mans. L'equipaggio vincitore è composto da Benoît Tréluyer (Francia), André Lotterer (Germania) e Marcel Fässler (Svizzera).
- 12 giugno – 25 giugno: Campionato europeo di calcio Under 21 in Danimarca
- 26 giugno – 17 luglio: in Germania si disputa il campionato mondiale femminile di calcio; ad aggiudicarsi il torneo è il Giappone.
- 1º luglio – 24 luglio: Copa América 2011 in Argentina da cui uscirà vincitrice la nazionale dell'Uruguay.
- 16 luglio – 31 luglio: Mondiali di nuoto 2011 a Shanghai
- 24 luglio: a Buenos Aires L'Uruguay batte il Paraguay per 3-0 e si aggiudica per la 15ª volta la Coppa America di calcio.
- 30 luglio: il Settebello vince l'oro ai Mondiali di nuoto 2011 a Shanghai.
- 26 agosto: il Barcellona si aggiudica la sua quarta Supercoppa UEFA battendo per 2-0 il Porto nella finale di Monaco.
- 27 agosto – 4 settembre: Campionati del mondo di atletica leggera 2011 a Taegu
- 7 settembre: l'intera squadra di hockey su ghiaccio russa della Lokomotiv Jaroslavl' perisce in un incidente aereo: muoiono 37 tra giocatori e membri dello staff, ed otto membri dell'equipaggio.
- 9 settembre – 23 ottobre: in Nuova Zelanda si disputerà la Coppa del Mondo di rugby.
- 9 ottobre: Sebastian Vettel diventa campione del mondo di Formula 1, per la seconda volta consecutiva, con 4 gare di anticipo a Suzuka, in Giappone, arrivando terzo dietro a Button e Alonso. La Red Bull è diventata campione del mondo costruttori 7 giorni dopo nel Gran Premio della Corea del Sud corso a Yeongam
- 16 ottobre: Dario Franchitti si laurea campione di Formula Indy, per la quarta volta; diviene così il pilota britannico più vincente della storia dell'automobilismo a ruote scoperte fra: Formula Indy, Formula 1 e Formula CART superando Jackie Stewart. Nello stesso gran premio sul Las Vegas Motor Speedway ha perso la vita Dan Wheldon, campione di Formula Indy nel 2005 e delle edizioni della 500 Miglia di Indianapolis del 2005 e 2011.
- 23 ottobre: dopo un grave incidente al 2º giro della gara di MotoGP sul circuito di Circuito di Sepang, in Malaysia, il pilota Marco Simoncelli viene travolto al secondo giro dalle moto di Valentino Rossi e di Colin Edwards. Il pilota muore poco dopo l'arrivo all'ospedale.
- 18 dicembre: il Barcellona si aggiudica la Coppa del mondo per club FIFA battendo il Santos per 4-0

## Scienza e tecnologia
- 14 febbraio: presentazione di LG G-Slate il primo Tablet capace di registrare e riprodurre in 3D[8]
- 26 febbraio: uscita in Giappone, della nuova console Nintendo, il Nintendo 3DS. In Europa esce il 25 marzo e negli USA il 27 marzo.
- 14 marzo: uscita di Internet Explorer 9
- 22 marzo: uscita di Mozilla Firefox 4 e successivamente, il 21 giugno, di Mozilla Firefox 5.
- 8 giugno: prova mondiale dell'uso della versione 6 dell'IP
- 8 luglio: lancio dell'ultimo Space Shuttle, che conclude con l'Atlantis un programma spaziale durato 30 anni.
- 20 luglio: arrivo di OS X Lion sull'App Store di Apple
- 15 agosto: Google acquisisce Motorola Mobility per 12,5 miliardi di dollari statunitensi.
- 23 settembre: viene annunciata dai ricercatori di OPERA la scoperta di un fascio di neutrini con velocità superiore a quella della luce. La notizia verrà smentita nel marzo dell'anno seguente dopo aver scoperto che si trattava di un errore di misurazione.
- 12 ottobre: Apple rilascia iOS 5.

### Astronomia
- 4 gennaio: eclissi solare parziale
- 11 gennaio: scoperta di Kepler-10b, uno dei pianeti extrasolari più piccoli conosciuti.
- 2 febbraio: scoperta del sistema planetario di Kepler-11 uno dei più numerosi scoperti (6 pianeti) e anche il più compatto conosciuto dato che il pianeta più esterno si trova ad una distanza dalla propria stella compresa tra quella di Venere e di Mercurio.
- 19 marzo: la luna si trova al perigeo più vicino degli ultimi 19 anni. La distanza dalla Terra sarà di 356.500 chilometri; la distanza usuale non è sempre costante ma varia tra un massimo di 410.000 km ed un minimo di 354.000 km.
- 15 giugno: eclissi lunare totale
- 20 luglio: viene scoperto il quarto satellite di Plutone, temporaneamente indicato con la sigla P4.
- 5 dicembre: scoperto Kepler-22 b, un pianeta estremamente simile alla Terra sotto molti aspetti.
- 8 dicembre: si scopre che la stella VFTS 102 ha una velocità di rotazione su sé stessa di 600 km/s, eguagliata solo da quella delle pulsar.

## Nati
- 3 gennaio - Alfie Williams, attore inglese
- 8 gennaio - Josephine di Danimarca, principessa danese
- 8 gennaio - Vincent di Danimarca, principe danese
- 7 marzo - Alessandra Mao, nuotatrice italiana
- 17 marzo - Heili Sirviö, skater finlandese
- 28 marzo - Maya Le Clark, attrice statunitense
- 22 aprile - Violet McGraw, attrice statunitense
- 20 giugno - Julian Hilliard, attore statunitense
- 18 luglio - Yuna, attrice sudcoreana
- 10 agosto - Jeremy Maguire, attore statunitense
- 2 ottobre - Licypriya Kangujam, attivista indiana

## Morti
Ci sono circa 2 000 voci su persone morte nel 2011; vedi la pagina Morti nel 2011 per un elenco descrittivo o la categoria Morti nel 2011 per un indice alfabetico.

## Calendario
| Calendario 2011 | Calendario 2011 | Calendario 2011 | Calendario 2011 | Calendario 2011 | Calendario 2011 | Calendario 2011 | Calendario 2011 | Calendario 2011 | Calendario 2011 | Calendario 2011 | Calendario 2011 | Calendario 2011 | Calendario 2011 | Calendario 2011 | Calendario 2011 | Calendario 2011 | Calendario 2011 | Calendario 2011 | Calendario 2011 | Calendario 2011 | Calendario 2011 | Calendario 2011 | Calendario 2011 | Calendario 2011 | Calendario 2011 | Calendario 2011 | Calendario 2011 | Calendario 2011 | Calendario 2011 | Calendario 2011 | Calendario 2011 | Calendario 2011 |
| --------------- | --------------- | --------------- | --------------- | --------------- | --------------- | --------------- | --------------- | --------------- | --------------- | --------------- | --------------- | --------------- | --------------- | --------------- | --------------- | --------------- | --------------- | --------------- | --------------- | --------------- | --------------- | --------------- | --------------- | --------------- | --------------- | --------------- | --------------- | --------------- | --------------- | --------------- | --------------- | --------------- |
|                 | 1               | 2               | 3               | 4               | 5               | 6               | 7               | 8               | 9               | 10              | 11              | 12              | 13              | 14              | 15              | 16              | 17              | 18              | 19              | 20              | 21              | 22              | 23              | 24              | 25              | 26              | 27              | 28              | 29              | 30              | 31              |                 |
| Gennaio         | Sa              | Do              | Lu              | Ma              | Me              | Gi              | Ve              | Sa              | Do              | Lu              | Ma              | Me              | Gi              | Ve              | Sa              | Do              | Lu              | Ma              | Me              | Gi              | Ve              | Sa              | Do              | Lu              | Ma              | Me              | Gi              | Ve              | Sa              | Do              | Lu              |                 |
| Febbraio        | Ma              | Me              | Gi              | Ve              | Sa              | Do              | Lu              | Ma              | Me              | Gi              | Ve              | Sa              | Do              | Lu              | Ma              | Me              | Gi              | Ve              | Sa              | Do              | Lu              | Ma              | Me              | Gi              | Ve              | Sa              | Do              | Lu              |                 |                 |                 |                 |
| Marzo           | Ma              | Me              | Gi              | Ve              | Sa              | Do              | Lu              | Ma              | Me              | Gi              | Ve              | Sa              | Do              | Lu              | Ma              | Me              | Gi              | Ve              | Sa              | Do              | Lu              | Ma              | Me              | Gi              | Ve              | Sa              | Do              | Lu              | Ma              | Me              | Gi              |                 |
| Aprile          | Ve              | Sa              | Do              | Lu              | Ma              | Me              | Gi              | Ve              | Sa              | Do              | Lu              | Ma              | Me              | Gi              | Ve              | Sa              | Do              | Lu              | Ma              | Me              | Gi              | Ve              | Sa              | Do              | Lu              | Ma              | Me              | Gi              | Ve              | Sa              |                 |                 |
| Maggio          | Do              | Lu              | Ma              | Me              | Gi              | Ve              | Sa              | Do              | Lu              | Ma              | Me              | Gi              | Ve              | Sa              | Do              | Lu              | Ma              | Me              | Gi              | Ve              | Sa              | Do              | Lu              | Ma              | Me              | Gi              | Ve              | Sa              | Do              | Lu              | Ma              |                 |
| Giugno          | Me              | Gi              | Ve              | Sa              | Do              | Lu              | Ma              | Me              | Gi              | Ve              | Sa              | Do              | Lu              | Ma              | Me              | Gi              | Ve              | Sa              | Do              | Lu              | Ma              | Me              | Gi              | Ve              | Sa              | Do              | Lu              | Ma              | Me              | Gi              |                 |                 |
| Luglio          | Ve              | Sa              | Do              | Lu              | Ma              | Me              | Gi              | Ve              | Sa              | Do              | Lu              | Ma              | Me              | Gi              | Ve              | Sa              | Do              | Lu              | Ma              | Me              | Gi              | Ve              | Sa              | Do              | Lu              | Ma              | Me              | Gi              | Ve              | Sa              | Do              |                 |
| Agosto          | Lu              | Ma              | Me              | Gi              | Ve              | Sa              | Do              | Lu              | Ma              | Me              | Gi              | Ve              | Sa              | Do              | Lu              | Ma              | Me              | Gi              | Ve              | Sa              | Do              | Lu              | Ma              | Me              | Gi              | Ve              | Sa              | Do              | Lu              | Ma              | Me              |                 |
| Settembre       | Gi              | Ve              | Sa              | Do              | Lu              | Ma              | Me              | Gi              | Ve              | Sa              | Do              | Lu              | Ma              | Me              | Gi              | Ve              | Sa              | Do              | Lu              | Ma              | Me              | Gi              | Ve              | Sa              | Do              | Lu              | Ma              | Me              | Gi              | Ve              |                 |                 |
| Ottobre         | Sa              | Do              | Lu              | Ma              | Me              | Gi              | Ve              | Sa              | Do              | Lu              | Ma              | Me              | Gi              | Ve              | Sa              | Do              | Lu              | Ma              | Me              | Gi              | Ve              | Sa              | Do              | Lu              | Ma              | Me              | Gi              | Ve              | Sa              | Do              | Lu              |                 |
| Novembre        | Ma              | Me              | Gi              | Ve              | Sa              | Do              | Lu              | Ma              | Me              | Gi              | Ve              | Sa              | Do              | Lu              | Ma              | Me              | Gi              | Ve              | Sa              | Do              | Lu              | Ma              | Me              | Gi              | Ve              | Sa              | Do              | Lu              | Ma              | Me              |                 |                 |
| Dicembre        | Gi              | Ve              | Sa              | Do              | Lu              | Ma              | Me              | Gi              | Ve              | Sa              | Do              | Lu              | Ma              | Me              | Gi              | Ve              | Sa              | Do              | Lu              | Ma              | Me              | Gi              | Ve              | Sa              | Do              | Lu              | Ma              | Me              | Gi              | Ve              | Sa              |                 |

## Premi Nobel
In quest'anno sono stati conferiti i seguenti Premi Nobel:
- per la Medicina: Bruce Beutler, Jules Hoffmann, Ralph Steinman
- per la Chimica: Dan Shechtman
- per la Fisica: Saul Perlmutter, Brian P. Schmidt, Adam Riess
- per la Letteratura: Tomas Tranströmer
- per la Pace: Ellen Johnson Sirleaf, Leymah Gbowee, Tawakkul Karman
- per l'Economia: Christopher A. Sims, Thomas J. Sargent

## Arti
- 9 ottobre il musical di Andrew Lloyd Webber The Phantom of the Opera celebra 25 anni di ininterrotte repliche a Londra.